# ديوان الوقف الشيعي (العراق)

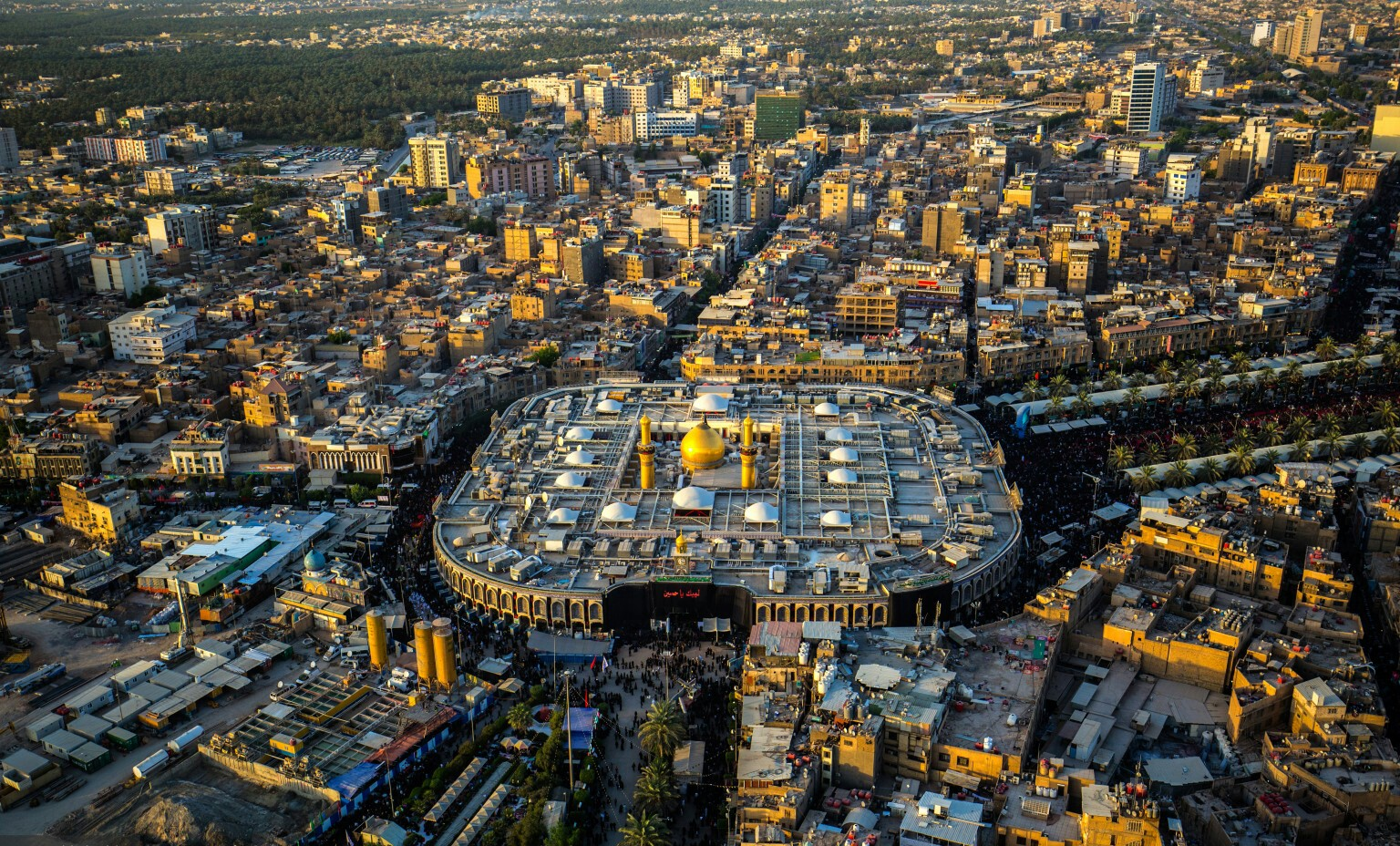
العتبة الحسينية المقدسة، أحد المعالم التاريخية العظيمة في الإسلام وخاصة لدى الشيعة.

ديوان الوقف الشيعي في العراق هو المؤسسة المسؤولة عن الأوقاف الشيعية في العراق بعد حل وزارة الأوقاف والشؤون الدينية العراقية عام 2003م، نظراً لإلغاء وزارة الأوقاف والشؤون الدينية السابقة، وتوزيع مهامها على دواوين الأوقاف والطوائف المختصة، وشرع قانون تأسيس ديوان الأوقاف والشؤون الإسلامية من أجل تنظيم الأوقاف الإسلامية وشؤونها وتم تحديد مهامه وتقسيماته وتشكيلاته بناء على ما أقره مجلس النواب وصادق عليه مجلس الرئاسة واستناداً إلى قرار مجلس الحكم المؤرخ في 22 تشرين الأول 2003م.
صدر القانون الذي ينص على تأسيس ديوان يعنى بأوقاف المسلمين الشيعة بجميع فرقهم وشؤونهم الإسلامية يسمى ديوان الوقف الشيعي ويرتبط بمجلس الوزراء العراقي ويتمتع بالشخصية المعنوية ويمثله رئيسه أو من يخوله. وتشرف هذه المؤسسة على دور العبادة الشيعية والحسينيات والمزارات الشيعية في عموم العراق ويتم تعيين رئيسها من قبل رئيس الوزراء، وهو بمنصب وزير وأول من ترأسه كان السيد حسين بركة الشامي (٢٠٠٣-٢٠٠٥) ومن ثم السيد صالح الحيدري (٢٠٠٥-٢٠١٥) ومن ثم السيد علاء الموسوي (٢٠١٥-٢٠٢٠) ومن ثم الدكتور حيدر الشمري منذ ٢٠٢٠ ولغاية الآن.
حيث كانت دائرة الأوقاف والشؤون الدينية العراقية قبل غزو العراق في عام 2003م، مسؤولة عن جميع دور العبادة والأوقاف لكل الطوائف الدينية في السابق.

## وصلات خارجية
- الموقع الرسمي للديوان باللغة العربية